# New Brighton (Colombie-Britannique)
Pour les articles homonymes, voir New Brighton.
New Brighton est une municipalité située dans la province de la Colombie-Britannique, au sud-ouest de Gambier Island (en).